# رؤية غلسية

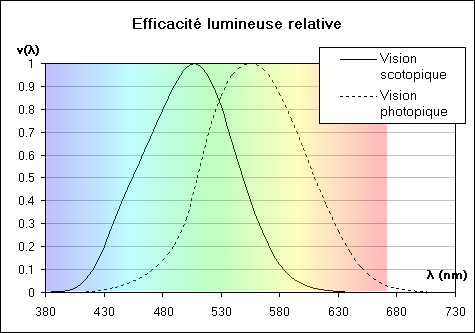

الرؤية الغلسية (بالإنجليزية: Mesopic vision)‏ هي دمج للرؤية النهارية والرؤية الليلية في ظروف الإضاءة المنخفضة ولكن غير المظلمة.

## اقرأ أيضا
- رؤية نهارية
- رؤية ليلية
- سيكولوجية الألوان